# Городенська Катерина Григорівна
Катери́на Григо́рівна Городе́нська (уродж. Чемерис) (нар. 17 листопада 1948, с. Мелюшки Хорольського району Полтавської області) — український мовознавець, фахівець з граматики, доктор філологічних наук (1991), професор (1993). Завідувачка відділу граматики Інституту української мови НАН України. Лауреат премії імені О. О. Потебні НАН України (2005).

## Життєпис

«Українське слово у вимірах сьогодення» (2014)

Народилася 17 листопада 1948 року в с. Мелюшки Хорольського району Полтавської області. Закінчила Кіровоградський педагогічний інститут (1970).
Від 1975 працювала в Інституті мовознавства ім. О. О. Потебні АН УРСР, від 1991 — в Інституті української мови НАН України (провідний науковий співробітник), від 1998 — заступник директора;
Від червня 2003 року — провідний науковий співробітник, заступник голови спеціалізованої ради Д 26.173.01 при Інституті української мови.
У 1975 році захистила кандидатську дисертацію «Морфологічна структура відіменних дієслів у сучасній українській мові».
У 1991 році захистила докторську дисертацію «Деривація синтаксичних одиниць».

## Наукові дослідження
Напрямки наукових досліджень:
- словотвір сучасної української мови,
- морфологія,
- семантичний і дериваційний синтаксис.

Знаний в Україні фахівець у галузі функціональної та категорійної граматики. Має вагомі й різновекторні напрацювання в теорії деривації. Уперше в лінгвоукраїністиці розробила теоретичні засади синтаксичної деривації, започаткувала концепцію дериваційного синтаксису, що започаткував нову галузь синтаксичної науки. Застосувала функціонально-семантичний підхід до аналізу та систематизації дериваційних морфем, який посприяв виокремленню нової, синтаксично орієнтованої галузі словотвірної морфеміки.

## Доробок
Автор низки статей енциклопедії «Українська мова».

### Праці
Основні праці:
- зі словотвору сучасної української мови («Словотвірна структура слова», 1981; «Морфеміка української мови», 1987)
- морфології та синтаксису («Числівник української мови», 1980; «Граматика української мови», 1982; «Семантико-синтаксична структура речення», 1983; «Граматика української мови. Морфологія», 1993; «Теоретична морфологія української мови», 2004 — усі в співавторстві; «Сполучникові складносурядні речення української мови в нових координатах формально-граматичної та семантико-синтаксичної структури», 2022)
- дериваційного синтаксису («Деривація синтаксичних одиниць», 1991)
- «Українське слово у вимірах сьогодення», що містить чіткі, інформовані поради щодо найважчих і суперечливих вживань написання слів у сучасній українській літературній мові

### Найважливіші публікації
- Городенська К. Г. Функційність як засада створення сучасних граматик слов'янських мов // Науковий збірник «Граматики слов'янських мов: основа типології і характерології»: матеріали тематичного блоку XV Міжнародного з'їзду славістів. — К. : Вид-во ТОВ «КММ», 2013. — С. 3—18 (співавтори: І. Р. Вихованець, А. П. Загнітко).
- Городенська К. Нові явища та процеси в українському словотворенні: динаміка чи деструкція словотвірних норм? // Українська мова. — 2013. — № 2. — С. 3–12.
- Городенська К. Сполучникова спеціалізована й транспозиційна реалізація семантико-синтаксичних відношень у складнопідрядних реченнях // Науковий вісник Чернівецького університету. Слов'янська філологія: Зб. наук. статей. — Чернівці: Рута, 2007. — Вип. 321—322. — С. 73–77.
- Городенська К. Власне-прислівникова й транспозиційна сфера ступеньованих прислівників з первинною якісно-означальною семантикою // Вісник Прикарпатського національного університету ім. В. Стефаника. Ювілейний випуск на пошану 100-річчя від дня народження проф. Івана Ковалика. Філологія. — Івано-Франківськ, 2007. — Вип. XV—XVIII. — C. 41–43.
- Городенська К. Синтаксична сфера компаративних і суперлативних прислівників міри й ступеня // Ucrainica II. Současná ukrajinistika. Problémy jazyka, literatury a kultury: Sbornik článků. 3. Olomoucke symposium ukrajinistů 24–26. srpna 2006. — Olomouc, 2006. — 1. část. — S. 53–58.
- Городенська К. Синтаксичні позиції ступеньованих прислівників з первинною локативною семантикою // Науковий часопис Національного педагогічного університету імені М. П. Драгоманова. Серія 10. Проблеми граматики і лексикології української мови: Зб. наук. праць. — К.: НПУ імені М. П. Драгоманова, 2006. — Вип. 2. — С. 6–11.
- Городенська К. Функціонально-категорійна граматика української мови // Науковий вісник Херсонського державного університету. Серія «Лінгвістика»: Зб. наук. праць. — Херсон: Вид-во ХДУ, 2005. — Вип. ІІ. — С. 92–97.
- Городенська К. Системна словотвірна співвіднесеність і реальне утворення дієслів та іменників // Лінгвістика: Зб. наук. праць. — Херсон: Вид-во ХДУ, 2005. — Вип. 1. — С. 135–140.
- Городенська К. Керовані другорядні члени речення і валентність предиката // Матеріали V конгресу Міжнародної асоціації україністів. Мовознавство: Зб. наук. статей. — Чернівці: Рута, 2003. — С. 260–263.
- Городенська К. Проблема статусу зв'язок в українському мовознавстві // Українська мова. — 2003. — № 3–4. — С. 48–56.
- Городенська К. Проблема статусу та обсягу категорії стану дієслова // Гуманітарний вісник Переяслав-Хмельницького державного педагогічного університету імені Григорія Сковороди. Філологія. — Переяслав-Хмельницький, 2003. — Спец. випуск. — С. 10–16.
- Городенська К. Синтаксичні засади словотвірних категорій граматичної ад'єктивації // Актуальні проблеми українського словотвору. — Івано-Франківськ.: Плай, 2002. — С. 46–54.

## Наукове відзначення
- 2019 — збірник на пошану «Граматичний простір сучасної лінгвоукраїністики. Катерині Григорівні Городенській»